# Susanna Maria van der Duyn
Susanna Maria van der Duyn, auch Maria Chalon (geboren am 31. März 1698 in Den Haag; gestorben am 14. November 1780 in Amsterdam), war eine niederländische Schauspielerin.

## Leben
Susanna Maria van der Duyn wurde am 31. März 1698 in Den Haag als uneheliche Tochter von Nicolaas van der Duyn (1655–1698), Herr von Rijswijk, und der Schauspielerin Anna Maria Rigo (1675–1718) geboren. Sie stammte aus einer sehr musischen und künstlerischen Familie. Auch ihre Tante Isabella Rigo, Großmutter Adriana Eeckhout und ihre Urgroßmutter Susanna van Lee waren Schauspielerinnen an der Stadsschouwburg Amsterdam gewesen, viele weitere Familienmitglieder waren ebenfalls Musiker und Schauspieler am Theater oder Maler. Sie heiratete am 18. Dezember 1720 in Zwolle den Schauspieler und Maler Cornelis Troost (1696–1750). Aus dieser Ehe gingen sieben Töchter und ein Sohn hervor.
Lange war ihre Abstammung unbekannt. Erst bei Recherchen über den Maler Cornelis Troost entdeckte G. Ploos van Amstel sie zufällig im Taufregister der römisch-katholischen Karmeliterkirche in Den Haag. Sie war dort auf einer Rückseite als uneheliches Kind eingetragen. Aus dem Text ging hervor, dass sie dort am 1. April 1698 getauft worden war. Als sie zehn Jahre alt war, heiratete ihre Mutter den Theatermaler Louis Chalon (1687?–1741). So nannte sich Maria van der Duyn auch Maria Chalon.
Sie wurde im Jahr 1717 für einen Gulden pro Stück am Amsterdamer Theater engagiert. Dort musste sie für ihre Kleidung selbst aufkommen. Im gleichen Jahr wurde auch ihr späterer Ehemann Cornelis Troost dort engagiert. Sie trat als „Mietje Zalon, een nieuwertje“ im Sommer dieses Jahres in Utrecht zusammen mit Troost und den „erlesensten Leuten“ des Amsterdamer Theaters auf. Es war üblich, dass im Sommer, wenn das Theater geschlossen war, die Schauspieler eine vorübergehende Wanderkompanie bildeten, um auf Volksfesten Theateraufführungen zu geben.
Ihre Mutter starb 1718 und so begleitete Maria ihren Stiefvater, der eine reisende Theatergruppe leitete. In Zwolle heiratete sie 1720 Cornelis Troost. Troost schuf Bühnenbilder für das Amsterdamer Theater und malte auch zahlreiche Szenen aus beliebten Theaterstücken wie „Die Hochzeit von Kloris und Roosje“. Maria und Cornelis spielten bis 1724 im Theater. Beide verabschiedeten sich in dem Jahr von der Bühne. Troost war danach als Porträtmaler tätig und sehr erfolgreich und Maria kümmerte sich um die wachsende Familie. Am 27. Februar 1726 wurden Maria van der Duyn und Cornelis Troost Mitglieder der Remonstrantengemeinschaft. Maria Troost war auch weiterhin für das Theater tätig, so erhielt sie 1743 vierhundert Gulden für ein besticktes Kleidungsstück. 
Ihre Tochter Sara Troost wurde Malerin.
Susanna Maria van der Duyn starb am 14. November 1780 in Amsterdam.